# Forcipomyia debenhamae
Forcipomyia debenhamae är en tvåvingeart som beskrevs av Clastrier och Delecolle 1991. Forcipomyia debenhamae ingår i släktet Forcipomyia och familjen svidknott. Inga underarter finns listade i Catalogue of Life.